# Khối núi Ngọc Linh

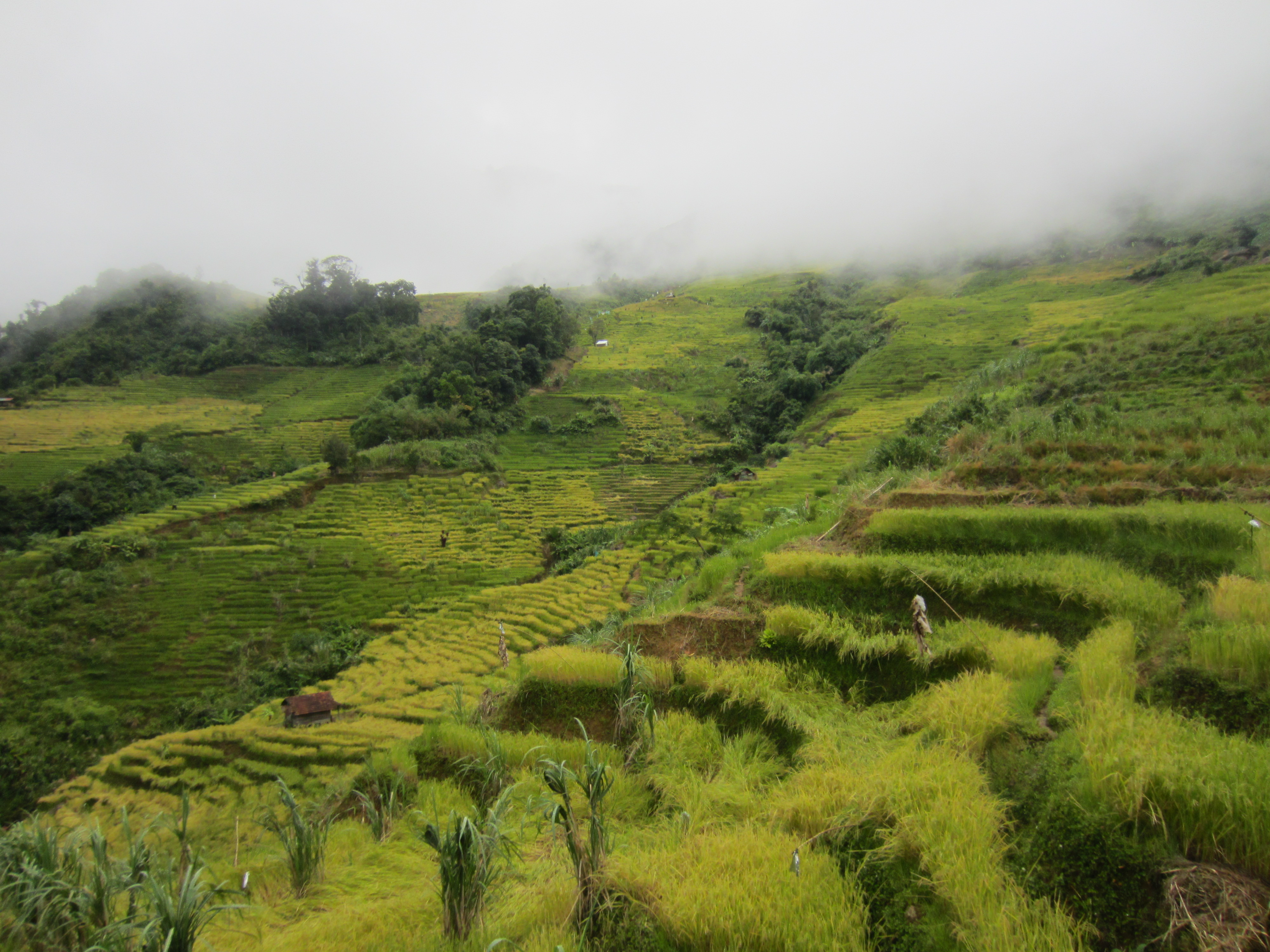
Ruộng bậc thang ở Ngọc Linh, Quảng Nam, Việt Nam

Khối núi Ngọc Linh hay Ngọc Linh liên sơn là khối núi cao nhất miền Trung, Việt Nam nằm trên dải Trường Sơn, là một phần của Trường Sơn Nam. Khối núi này nằm trên phần cao nguyên phía Bắc của khu vực Nam Trung Bộ và khu vực Tây Nguyên - Miền Trung của Việt Nam, trong địa phận các tỉnh Kon Tum, Quảng Nam, Quảng Ngãi, Gia Lai và phần đỉnh núi cao nhất của khối núi này thuộc địa phận tỉnh Quảng Nam. Dãy Ngọc Linh có độ cao khoảng 800 - 2.800 m.
Dãy Ngọc Linh, chạy viền theo ranh giới phía Đông của huyện Đăk Glei, Tu Mơ Rông của tỉnh Kon Tum với các huyện Phước Sơn và Bắc Trà My, Nam Trà My của tỉnh Quảng Nam, tiếp đến là trên ranh giới giữa huyện Kon Plông tỉnh Kon Tum với các huyện Sơn Tây, Sơn Hà, Ba Tơ của tỉnh Quảng Ngãi, các huyện Kbang, Đak Đoa của tỉnh Gia Lai. Dãy núi này chạy theo hướng Tây Bắc - Đông Nam bắt đầu với ngọn núi Ngọk Lum Heo, núi Mường Hoong, Ngọc Linh, Ngọc Krinh, Ngọk Tem, Ngọk Roo. Dãy Ngọc Linh là đường phân thủy của hai hệ thống sông: một chảy sang phía Tây có sông Sê San, góp nước cho sông Mê Kông; một hệ thống chảy sang phía Đông, đổ trực tiếp ra Biển Đông là các con sông Cái (đầu nguồn sông Vu Gia), sông Thu Bồn ở Quảng Nam, sông Trà Khúc ở Quảng Ngãi, sông Ba chảy qua tỉnh Phú Yên.

## Các đỉnh núi cao
- Ngok Lum Heo, cao 2116 m;
- Mường Hoong, cao 2400 m;
- Ngok Linh (núi Ngọc Linh), được xem là cao nhất Nam Trường Sơn (từ dãy Bạch Mã đến hết cao nguyên Nam Trung Bộ) và nửa phía Nam Việt Nam (tức Nam Trung Bộ, Tây Nguyên và Nam Bộ, các vùng phía Nam đèo Hải Vân) với độ cao tuyệt đối là 2.605m.
- Ngọc Phan 2.251 m;
- Ngọc Krinh nằm ở trên ranh giới hai huyện Đăk Hà và Kon Plông, cao 2.066 m;
- Ngọk Tem, thuộc xã Ngọk Tem huyện Kon Plông, cao 1362 m;
- Ngọc Bôn Sơn 1.939 m;
- Kon Bo Ria 1.500 m;
- Ngọk Roo, nằm trên ranh giới hai huyện Kon Plông và Kbang, đầu nguồn sông Ba, cao 1509 m;
- Kon Krông 1.330 m.

## Đặc sản
Trong dãy Ngọc Linh có loài nhân sâm nổi tiếng Việt Nam mang tên sâm Ngọc Linh, hay sâm Việt Nam, sâm trúc, sâm Khu Năm (Panax vietnamensis thuộc Họ Cuồng cuồng Araliaceae) mọc tập trung ở các huyện miền núi Ngọc Linh thuộc Kon Tum và Quảng Nam ở độ cao 1.500 đến 2.100m. Theo TS Nguyễn Bá Hoạt cán bộ Viện Dược liệu Việt Nam, về mặt hoá học, thân rễ và rễ củ sâm Ngọc Linh đã phân lập được 52 saponin, trong đó, 26 sanopin thường thấy ở sâm Triều Tiên, sâm Mỹ, sâm Nhật. Trong lá và cọng đã phân lập được 19 saponin dammaran, trong đó có 8 saponin có cấu trúc mới. Ngoài thành phần chính là saponin, trong sâm Ngọc Linh còn xác định 17 amino acid, 20 chất khoáng vi lượng và hàm lượng tinh dầu là 0,1%.

## Giao thông
Gần đầu phía Bắc của dãy núi (dưới chân ngọn Ngọc Lum Heo) có đường Hồ Chí Minh chạy theo hướng Bắc - Nam, tới thị trấn Đắk Glei. Phía Nam dãy có đường quốc lộ 24 chạy theo hướng Tây Nam - Đông Bắc, từ TP. Kon Tum qua thị trấn Kon Plông sang tỉnh Quảng Ngãi. Ngoài ra, còn có đường nhỏ (đường 672), chạy vào núi theo hướng Đăk Tô - Tu Mơ Rông.